# Tetramorium akermani
Tetramorium akermani är en myrart som beskrevs av Arnold 1926. Tetramorium akermani ingår i släktet Tetramorium och familjen myror. Inga underarter finns listade i Catalogue of Life.